# هنري س. دودلي
هنري س. دودلي (بالإنجليزية: Henry C. Dudley)‏ هو مهندس معماري أمريكي، ولد في 1813، وتوفي في 1894.

## معرض صور

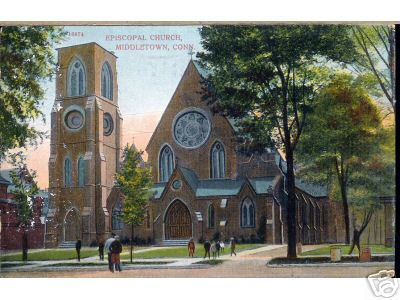
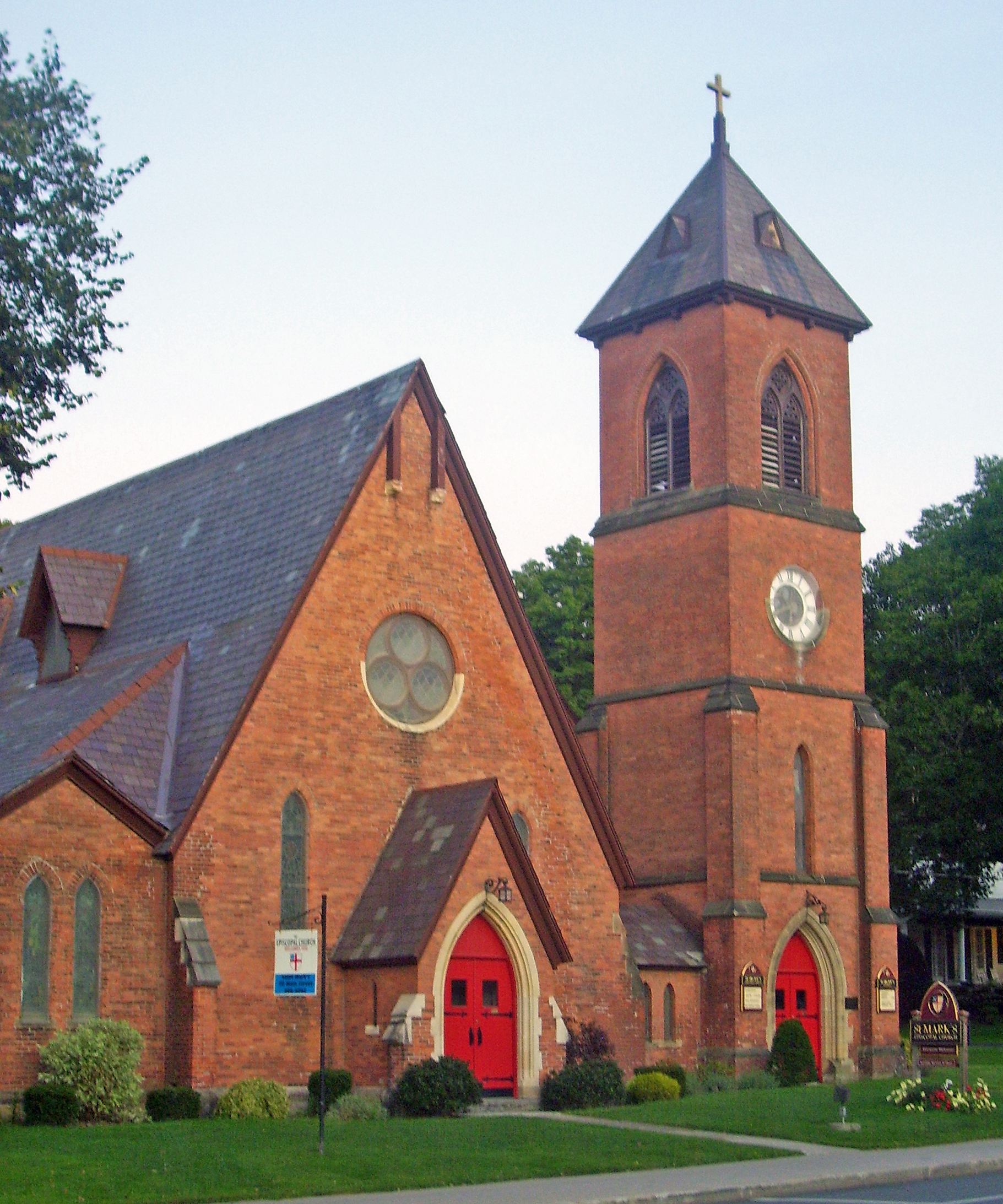
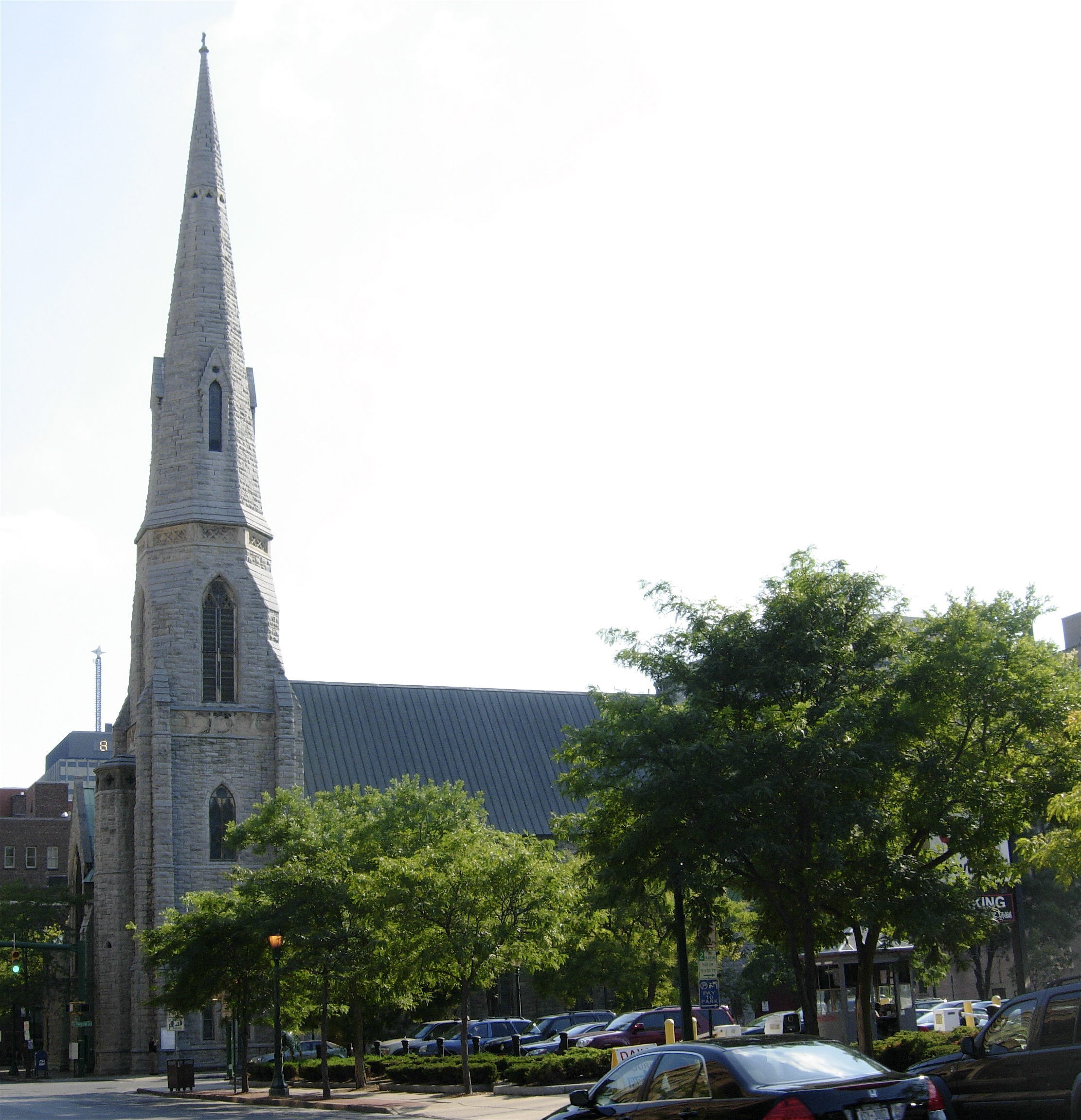
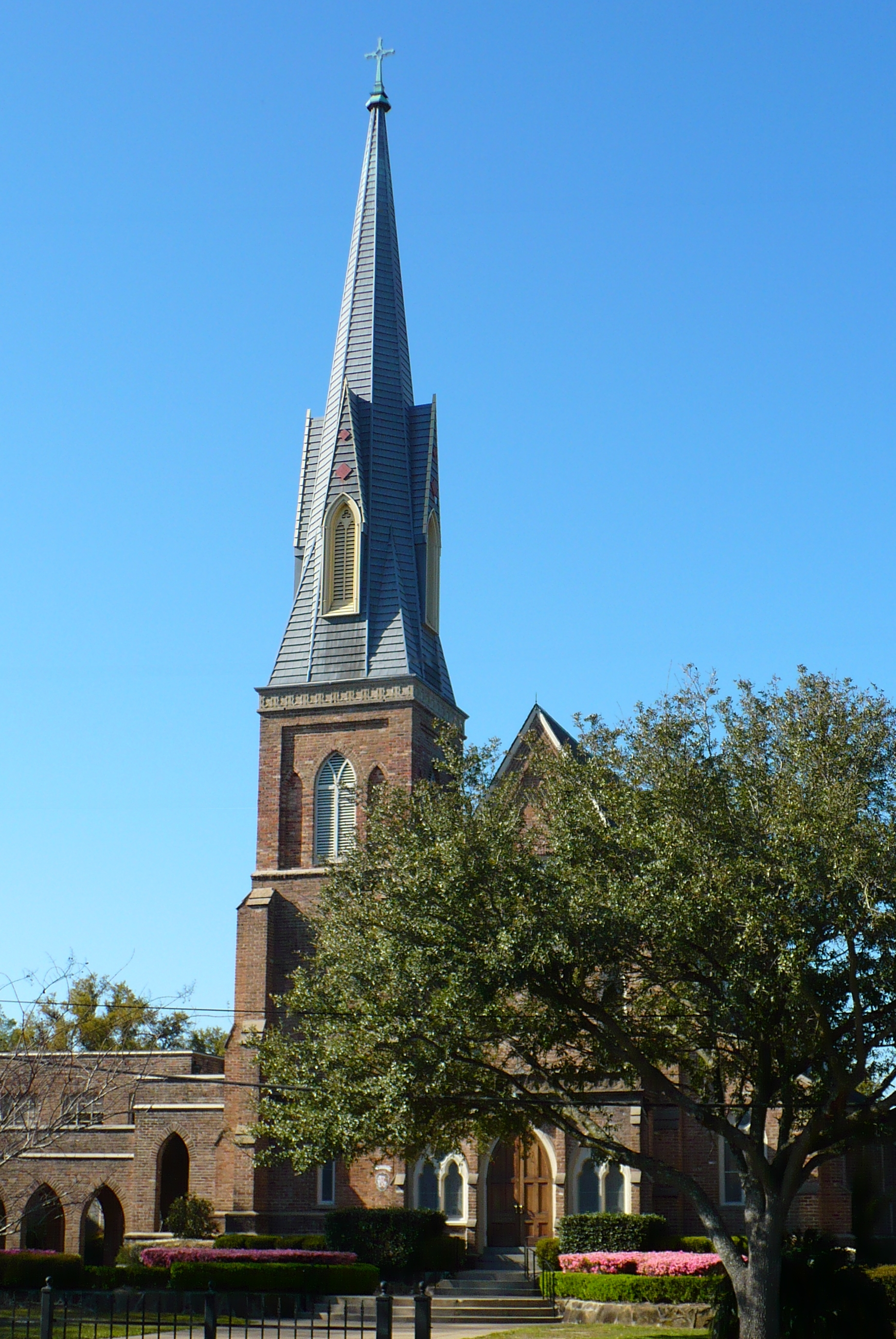
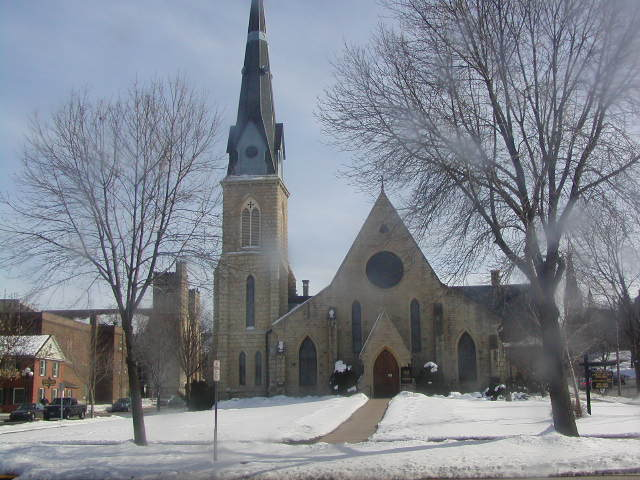